# Manfred Wittke
Manfred Wittke (* 2. Januar 1953) ist ein ehemaliger deutscher Fußballtorwart.

## Karriere
Aus der Jugend vom MSV Duisburg wechselte der Nachwuchstorhüter 1972 nach Berlin zu TeBe. Die „Veilchen“ belegten in der zweitklassigen Regionalliga in der Meisterrunde hinter Blau-Weiß 90 und Wacker 04 den dritten Rang und der junge Spieler war in einem RL-Spiel zum Einsatz gekommen. Im letzten Jahr der alten Regionalliga als Bundesligaunterbau, 1973/74, wurde TeBe überlegen mit 63:3 Punkten in Berlin Meister und setzte sich auch überraschend in der Aufstiegsrunde gegen den FC Augsburg, RW Oberhausen, Borussia Neunkirchen und den FC St. Pauli durch und stieg in die Bundesliga auf. Hubert Birkenmeier hatte alle Spiele in der Aufstiegsrunde bestritten und Wittke war in der Berliner Meisterschaftsrunde zu sieben Einsätzen gekommen. Wittke stand beim Aufsteiger in die Bundesliga, Tennis Borussia Berlin in der Saison 1974/75 unter Vertrag, er absolvierte zwei Spiele. Beide gingen verloren und die Berliner stiegen als Vorletzter ab. Im Folgejahr, in der Spielzeit 1975/96 gewann er mit seinem Verein  die Meisterschaft in der Nordstaffel, der 2. Bundesliga und stieg somit in die Bundesliga auf. Er stand im Team von Trainer Helmuth Johannsen an den ersten fünf Spieltagen zwischen den Pfosten. Am fünften Spieltag im Spiel gegen Borussia Dortmund, dem späteren Vizemeister, der Saison wurde er in der 83. Spielminute ausgewechselt, das Spiel wurde 4:0 verloren. Für ihn kam Hubert Birkenmeier, der die restliche Spielzeit das Tor der Berliner hütete.
Zur Saison 1976/77 schloss sich der Torhüter dem TuS Bremerhaven 93 in der Fußball-Oberliga Nord an und verabschiedete sich somit aus dem Profifußball. Bremerhaven 93 gewann die Meisterschaft und Wittke hatte unter Trainer Egon Coordes 13 Spiele absolviert.